# Miłosz Bernatajtys
Miłosz Bernatajtys (Słupsk, 30 de mayo de 1982) es un deportista polaco que compitió en remo.
Participó en dos Juegos Olímpicos de Verano, en los años 2008 y 2012, obteniendo una medalla de plata en Pekín 2008, en la prueba de cuatro sin timonel ligero.
Ganó una medalla de bronce en el Campeonato Mundial de Remo de 2009 y una medalla de plata en el Campeonato Europeo de Remo de 2010.

## Palmarés internacional
| Juegos Olímpicos   | Juegos Olímpicos            | Juegos Olímpicos  | Juegos Olímpicos          |
| Año                | Lugar                       | Medalla           | Prueba                    |
| ------------------ | --------------------------- | ----------------- | ------------------------- |
| 2008               | Pekín (China)               | Medalla de plata  | Cuatro sin timonel ligero |
| Campeonato Mundial |                             |                   |                           |
| Año                | Lugar                       | Medalla           | Prueba                    |
| 2009               | Poznań (Polonia)            | Medalla de bronce | Cuatro sin timonel ligero |
| Campeonato Europeo |                             |                   |                           |
| Año                | Lugar                       | Medalla           | Prueba                    |
| 2010               | Montemor-o-Velho (Portugal) | Medalla de plata  | Cuatro sin timonel ligero |